# Gentianella quinquefolia
Gentianella quinquefolia är en gentianaväxtart som först beskrevs av Carl von Linné, och fick sitt nu gällande namn av John Kunkel Small. Gentianella quinquefolia ingår i släktet gentianellor, och familjen gentianaväxter.

## Underarter
Arten delas in i följande underarter:
- G. q. occidentalis
- G. q. quinquefolia